# Battaglia di Fonteno
La battaglia di Fonteno si svolse nell'agosto del 1944 fra la Brigata partigiana Garibaldi e le truppe SS e fasciste, comandate dal maggiore Langer, dopo che il maresciallo della caserma di Sovere decise di catturare alcuni abitanti del paese di Fonteno e farli deportare in Germania.

## Storia
Il 6 agosto del 1944 il maresciallo della caserma di Sovere, catturato dalle truppe partigiane della 53ª Brigata partigiana Garibaldi, venne processato ed incolpato della deportazione di circa 80 abitanti di Fonteno e dell'uccisione di 6 civili, e fu fucilato.
Per la cattura del maresciallo, i partigiani chiesero la collaborazione dell'amante, e col suo aiuto, fecero in modo di organizzare un appuntamento serale fra i due, lungo la strada che dal comune di Pianico conduce a Sovere. Quando il maresciallo giunse al punto d'incontro, ad aspettarlo vi erano alcuni componenti della 53ª Brigata partigiana Garibaldi. Lo condussero in una zona montuosa nel comune di Fonteno, qui fu processato per due giorni ed al termine fu condotto presso il cimitero di Fonteno, dove venne fucilato il 6 agosto del 1944.
Le truppe fasciste dislocate nella zona, avvisate dell'accaduto, decisero di dare caccia ai partigiani, e di risposta, escogitarono di mandare nel paese, ragazze che ufficialmente fotografavano luoghi e abitanti, vendevano lieviti per il pane porta a porta, ma in realtà l'intento era quello di curiosare e capire dove si nascondessero i partigiani. Tutti i martedì, si recavano a Fonteno presso un ristorante, alcuni militari tedeschi ai quali le ragazze riferivano quello che avevano visto e raccolto. I partigiani avvertiti di quanto accadeva, aspettarono i tedeschi al ristorante e ne catturarono tre, due soldati ed un interprete, portandoli sui monti della zona.
Il paese fu invaso da truppe tedesche, alla ricerca dei loro prigionieri: i tedeschi passarono al setaccio casa per casa facendo confluire tutti gli abitanti in piazza. Presi il parroco don Mocchi, il curato Vittorio Musinelli, don Giacomo Pedretti, la maestra Faustina Bertoletti, il falegname Angelo Pedretti, a loro dettarono l'ultimatum: riconsegnare entro mezzogiorno i prigionieri catturati dai partigiani altrimenti avrebbero ucciso tutte le persone radunate in piazza e dato fuoco a tutte le abitazioni del paese. Don Giacomo Pedretti, fratello maggiore di Daniele Pedretti, sedicenne staffetta partigiana, raggiunse il luogo dove erano custoditi i prigionieri tedeschi, informando i partigiani di quanto stava succedendo e chiedendo la liberazione dei prigionieri.
Gli uomini della 53ª Brigata Garibaldi, decisero di non liberare i prigionieri tedeschi; al contrario decisero di liberare gli abitanti di Fonteno: 45 scesero verso il paese ed altri 23 rimasero a guardia dei prigionieri. I 35 componenti le truppe SS, comandate dal maggiore Langer, risalendo verso i Colli di San Fermo, dove avevano individuato il nascondiglio partigiano, iniziarono a bruciare le cascine. Intanto da Monasterolo del Castello una colonna di automezzi fascisti, proveniente da Clusone, iniziò la risalita del monte sul versante opposto con l'intento di circondare le truppe partigiane.
Si arriva così allo scontro. Le truppe tedesche continuarono la salita verso i Colli di San Fermo, il comandante delle SS, maggiore Langer, sicuro del successo, intimò la resa alle truppe partigiane, pena la morte di tutti i civili in ostaggio a Fonteno. Ma i partigiani, conoscitori delle zone, con un'abile manovra, passando da sentieri impervi, scesero a Fonteno, immobilizzarono i pochi tedeschi rimasti in paese e liberarono tutti gli abitanti, distruggendo gli automezzi tedeschi con bombe a mano. Poi risalendo alle spalle dei tedeschi, dirigendosi verso il Colletto, riuscirono a raggiungere le truppe tedesche e catturare il maggiore Langer, obbligandolo, in cambio della sua libertà e di quella dei suoi soldati catturati, di ordinare la ritirata ai fascisti e alle SS, e di lasciare il paese di Fonteno, senza armi e senza mezzi con l'impegno di non operare ritorsioni e rappresaglie, impegno che non fu mantenuto.
A novembre dello stesso anno, i tedeschi tornarono a Fonteno e compirono un nuovo rastrellamento fra le abitazioni, ma i partigiani anche questa volta erano riusciti a scappare. Furono catturati due cacciatori di cinquant'anni, un ragazzo di trenta ed uno di venti, portati dietro il cimitero e fucilati.